# Nordgen

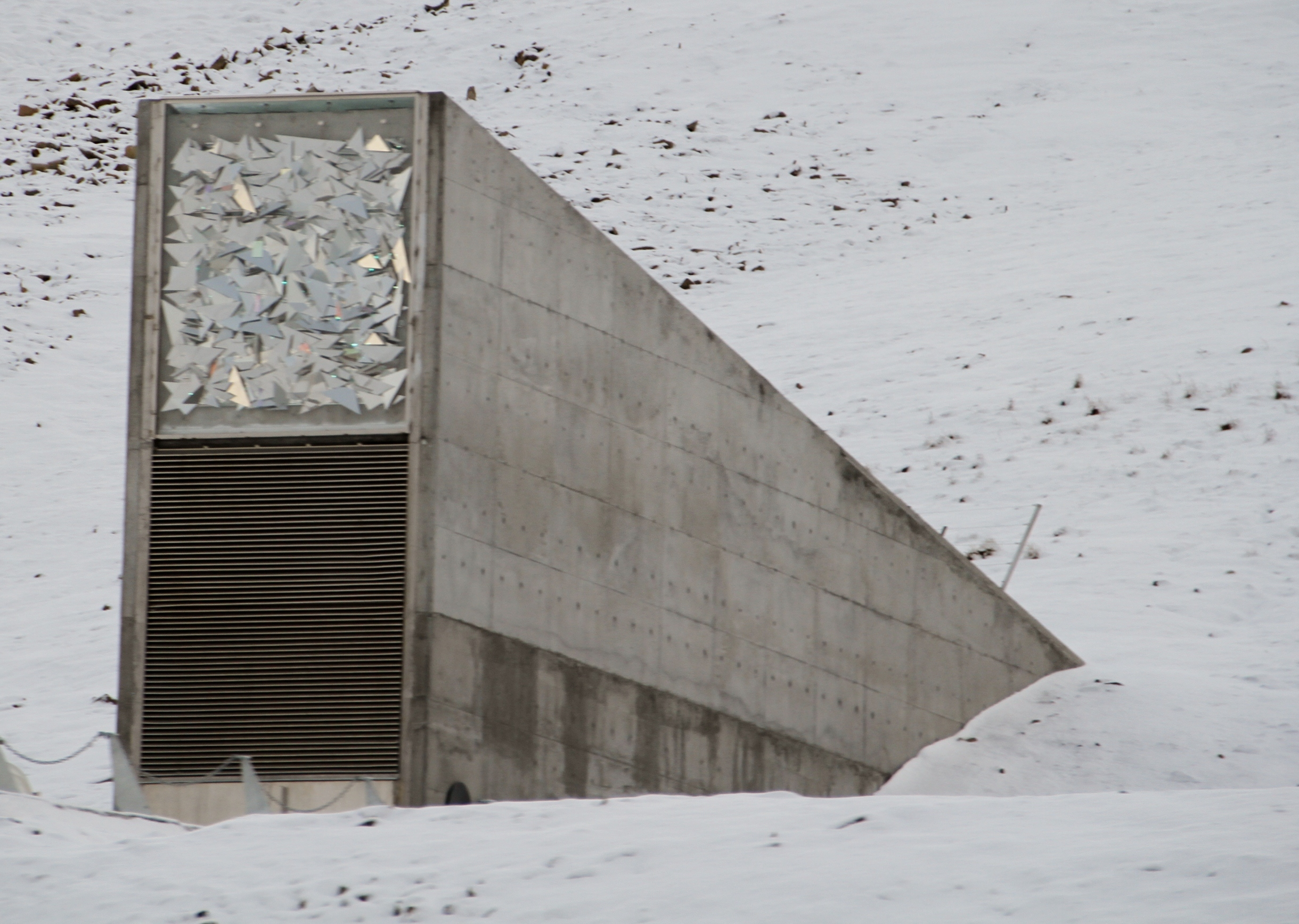
Ingången till Svalbard Global Seed Vault som NordGen driver.

Nordgen eller Nordiskt Genresurscenter, tidigare Nordiska genbanken, är en nordisk institution för bevarande och hållbart nyttjande av växter, husdjur och skog i enlighet med Förenta Nationernas Biodiversitetskonvention och i internationellt samarbete. Verksamheten har sitt huvudkontor i Alnarp i Sverige, där också Nordgen växtcentrum finns, medan Nordgen Husdjur och Nordgen Skog finns i Ås utanför Oslo i Norge. 
Nordgen lyder under Nordiska ministerrådet, som också finansierar verksamheten, och bildades 1 januari 2008 genom en sammanslagning av Nordisk Genbank Husdjur, Nordiska Genbanken samt Nordiska skogsbrukets frö- och plantråd. Ett samgående mellan de olika organisationerna avser stärka det hittills över 30-åriga arbetet med genresurser för mat och lantbruk inom Norden. 
Nordgen ansvarar även för driften av Svalbard Global Seed Vault i Longyearbyen i Svalbard med globalt skyddsuppdrag rörande fröer och genmaterial. Som ett av världens främsta kunskaps- och skyddscentra inom området är syftet med Nordgen att bevara och säkra en biologisk mångfald i världen nu och i framtiden. 
Nordgen publicerar skrifter, forskar och upprättar databaser inom området.